# Station Ciroyom
Station Ciroyom is een van de spoorwegstations in Bandung, de hoofdstad vanWest-Java. Het ligt zo'n 500 meter ten westen van Station Bandung.

## Bestemmingen
- Lokal Bandung Raya naar Station Padalarang en Station Cicalengka
- Simandra naar Station Cibatu en Station Purwakarta